# Peter Parbo
Peter Parbo (født 25. maj 1944 i Herning) er en dansk erhvervsleder.
Han er søn af civilingeniør Konrad Parbo og Nelly Parbo f. Clausen (død 1991). Gift med ergoterapeut Ulla Parbo.
Han har været funktionschef i Bang & Olufsen fra 1980 til 1985, direktør for Dagbladet Holstebro-Struer fra 1985 til 1990, direktør for Frederiksborg Amts Avis fra 1988 til 1990, økonomidirektør i TV 2 i 1990 og adm. direktør samme sted fra 2003. Derudover har han været adm. direktør og ansvarshavende chefredaktør i Syddanske Medier fra 2007.
1994 blev han Ridder af Dannebrog.

## Bestyrelsesposter
1. januar 2012: Bestyrelsesformand for Aarhus Teater - Udpeget af daværende kulturminister, Uffe Elbæk